# Transport ferroviaire à Shanghai
Vous pouvez aider à l'améliorer ou bien discuter des problèmes sur sa page de discussion.
- Son texte doit être wikifié : il ne correspond pas à la mise en forme Wikipédia (style, typographie, liens internes, liens entre les wikis, etc.). (Marqué depuis février 2022)
- Il est à actualiser. Certains passages sont obsolètes ou annoncent des événements désormais passés. (Marqué depuis février 2022)

Le transport ferroviaire à Shanghai comprend toutes les lignes de transport par rail opérant à Shanghai, principalement composées des quatre systèmes suivants.
- Systèmes ferroviaires de grande capacité : y compris le métro de Shanghai[1] et la ligne Jinshan[2].
- Systèmes ferroviaires de faible à moyenne capacité : y compris le tramway de Zhangjiang[3], le tramway de Songjiang[4] et la navette automatique de l’aéroport international de Shanghai-Pudong.
- Système de sustentation magnétique : la ligne maglev de Shanghai.
- Système de pneumatiques : la ligne Pujiang.

|  |

## Systèmes ferroviaires de grande capacité

### Métro de Shanghai
Le métro de Shanghai a ouvert le 28 mai 1993 et est l'un des systèmes de transport ferroviaire urbain les plus fréquentés au monde, fournissant des services de transport en commun à 14 districts municipaux de Shanghai et à la ville-district de Kunshan dans la province du Jiangsu. À l'exception de la ligne maglev de Shanghai et de la ligne Pujiang, les dix-sept autres lignes (737 km) du métro de Shanghai sont toutes des chemins de fer de grande capacité. Ces lignes sont exploitées par Shanghai Shentong Metro Group Co., Ltd., à l'exception de la section Huaqiao de la ligne 11, qui est exploitée par Kunshan Rail Transit Co., Ltd. Les heures de fonctionnement quotidiennes du métro de Shanghai sont approximativement de 5h00 à 24h00.

### Ligne Jinshan

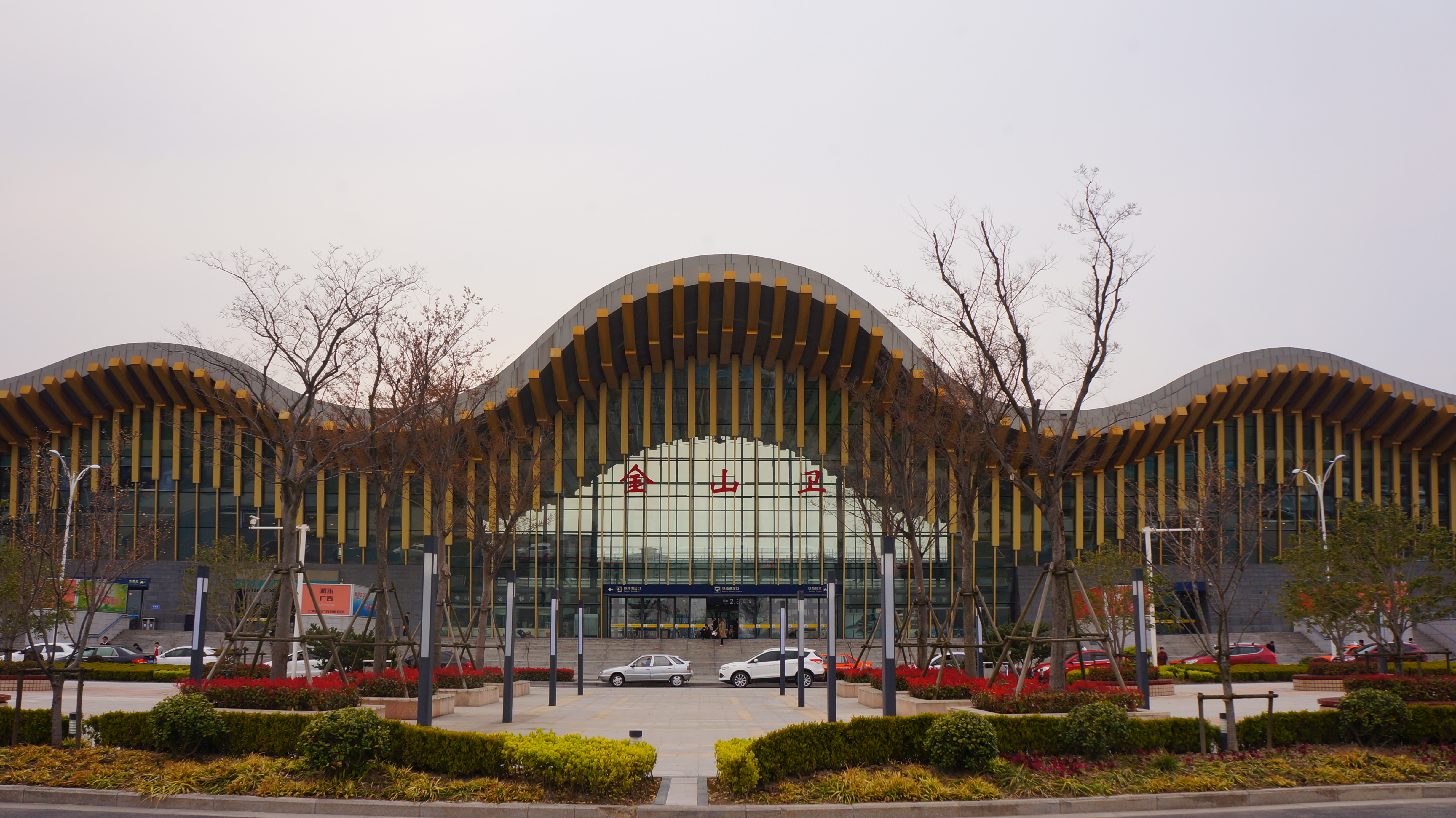
Hall sud de la gare de Jinshanwei

La ligne Jinshan a ouvert le 28 septembre 2012, en passant par les districts de Xuhui, Minhang, Songjiang et Jinshan de Shanghai, avec une longueur totale de 56,4 km et 8 stations,. Cette ligne est exploitée par le China Railway Shanghai Group. Le temps de fonctionnement quotidien est de 6h00 à 21h55. En semaine, il y a un autre train direct depuis la gare sud de Shanghai à 5h30. Cela prend de 32 à 60 minutes de la gare de départ, la gare de Jinshanwei, à la gare finale, la gare du sud de Shanghai, en fonction du nombre d'arrêts sur le chemin. Le tarif de base est de 3 yuan et le tarif plein est de 10 yuan,. La ligne Jinshan est l'une des lignes de chemin de fer de banlieue de Shanghai. En plus des billets papier, les passagers peuvent également utiliser la carte de transport en commun de Shanghai, la communication en champ proche (PPC) et le code d'embarquement sur téléphone portable pour entrer dans la gare. La remise de transfert pour le transport en commun de Shanghai est applicable dans cette ligne,.

## Systèmes ferroviaires de faible à moyenne capacité

Schéma de principe de la structure de la roue et du rail du tramway Translohr

### Tramway de Zhangjiang
Le tramway de Zhangjiang a ouvert le 31 décembre 2009 et exploite actuellement une ligne (ligne 1 du tramway de Zhangjiang). La ligne entière est située dans le nouveau district de Pudong à Shanghai. Il mesure environ 10 km de long et compte 15 stations,. Le tramway de Zhangjiang adopte le système de tramway français Translohr, avec plancher bas, guidage monorail, roues en caoutchouc, trois voitures et une capacité maximale d'environ 167 passagers. Le tramway de Tianjin utilise le même système de transport en commun. La ligne est exploitée par Shanghai Pudong Modern Rail Transit Co., Ltd., avec des heures de fonctionnement quotidiennes de 5h45 à 23h00 et un tarif complet de 2 yuan pour toute la ligne. La remise de transfert pour le transport en commun de Shanghai est applicable dans cette ligne.

### Tramway de Songjiang
Le tramway de Songjiang a ouvert le 26 décembre 2018, en passant par les districts de Songjiang et Minhang à Shanghai. Il dispose de deux lignes, la ligne 1 (T1) et la ligne 2 (T2), en fonctionnement, d'une longueur totale d'environ 30 km (l'itinéraire partagé par T1 et T2 n'est pas compté deux fois), exploité par Shanghai Songjiang Tram Investment Operation Co., Ltd. et Shanghai Keolis,,. Le tramway de Songjiang utilise le tramway français Alstom Citadis 302, avec cinq voitures et une capacité maximale d'environ 300 passagers. La ligne 2 du tramway de Chengdu utilise le même modèle de véhicule. Le tarif pour 10 km ou moins est de 2 yuan. Sur plus de 10 km, le tarif augmente de 1 yuan tous les 10 km. La remise de transfert pour le transport en commun de Shanghai est applicable dans cette ligne.

### Navette automatique de l’aéroport international de Shanghai-Pudong

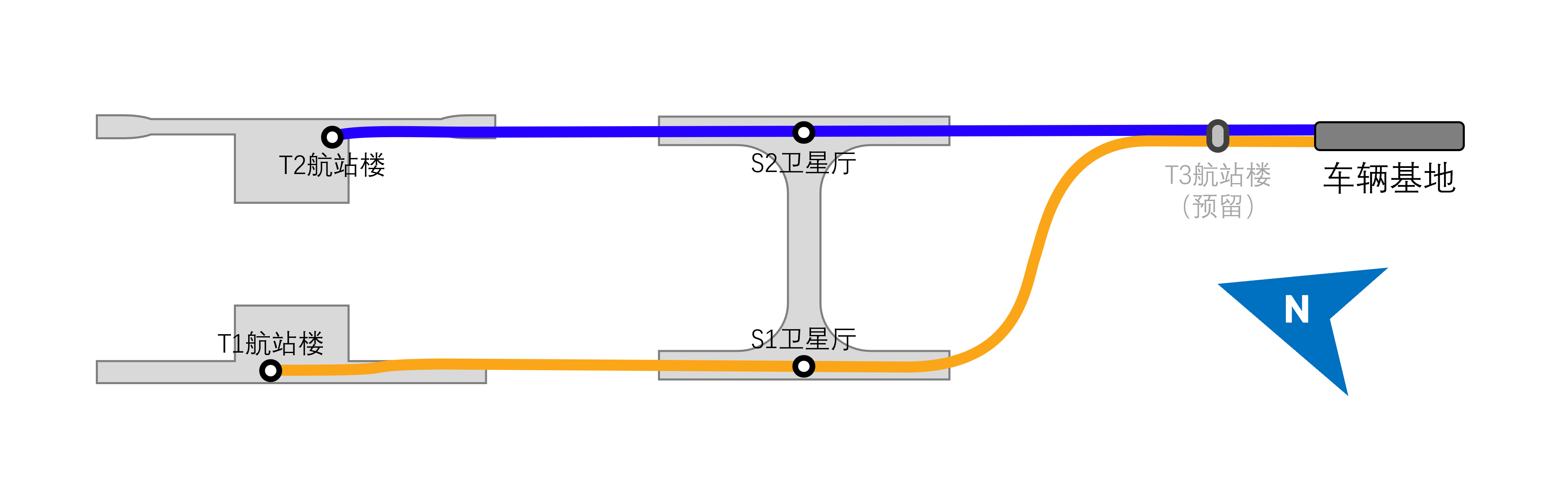
Carte routière de la navette automatique de l’aéroport international de Shanghai-Pudong

La navette automatique de l’aéroport international de Shanghai-Pudong a ouvert le 16 septembre 2019, utilisant un système de métro de type A avec quatre voitures, circulant à l'intérieur de l'aéroport international de Shanghai-Pudong (PVG), y compris la ligne est et la ligne ouest. La section d'exploitation de la ligne Est mesure 1,65 km de long, reliant le terminal 2 et le satellite 2, et la section d'exploitation de la ligne ouest mesure 1,86 km, reliant le terminal 1 et le satellite 1. Shanghai Keolis exploite ce système de transit.

## Système de sustentation magnétique

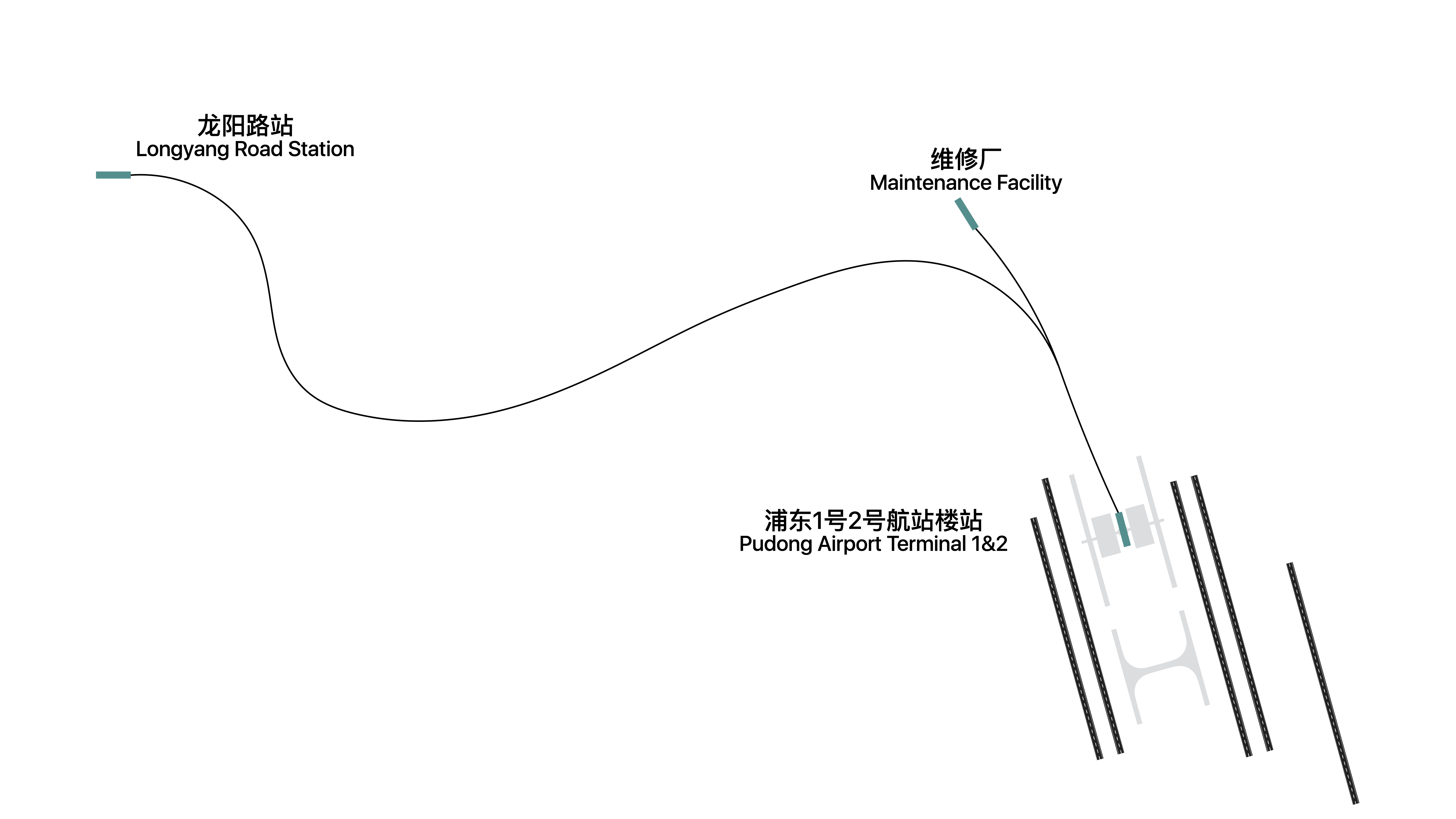
Plan d’accès à la ligne maglev de Shanghai

La ligne maglev de Shanghai a ouvert le 31 décembre 2002, avec une longueur totale de 30,5 km et deux stations. Il est exploité par Shanghai Maglev Transportation Development Co., Ltd., et ses heures de service quotidiennes sont de 6h40 à 21h42. À l'exception de l'intervalle de 15 minutes entre les deux premiers trains de la station de route de Longyang, l'intervalle pour les autres trains est de 20 minutes. Un aller simple ordinaire coûte 50 yuan et le passager titulaire d'un billet d'avion ou d'une carte de transport en commun de Shanghai peut bénéficier d'une réduction de 20% (40 yuan).

## Système de pneumatiques
La ligne Pujiang a ouvert le 31 mars 2018, avec une longueur totale de 6,69 km et 6 stations. Il est exploité par Shanghai Keolis, avec des heures de service quotidiennes de 5h40 à 22h30.